# Санников, Константин Николаевич
Константин Николаевич Са́нников (бел. Канстанцін Мікалаевіч Са́ннікаў; 1896—1965) — советский театральный режиссёр, актёр и педагог. Народный артист Белорусской ССР (1949). Лауреат двух Сталинских премий (1948, 1952). Член ВКП(б) с 1941 года.

## Биография

Могила Санникова на Восточном кладбище Минска.

Родился 30 мая (11 июня) 1896 года в Рогачёве (ныне Гомельской области Беларуси).
Окончил Рогачевское реальное училище.
Начал сценическую деятельность в 1916 году.
С 1926 года актёр БелАДТ имени Я. Коласа в Витебске.
С 1932 года руководил 3-м белорусским театром.
С 1937 года в БелАДТ имени Я. Купалы, в 1948—1952 годах — его художественный руководитель.
С 1947 года преподавал в БТХИ (с 1960 года — профессор).
Умер 12 июля 1965 года. Похоронен в Минске на Восточном кладбище.

## Творчество
- 1939 — «Гибель волка» Э. Л. Самуйлёнка
- 1947 — «Константин Заслонов» А. И. Мовзона (Мовшензона)
- 1950 — «Поют жаворонки» К. Крапивы
- 1954 — «Извините, пожалуйста!» А. Е. Макаёнка
- 1955 — «Зыковы» М. Горького
- 1956 — «На крутом повороте» К. Л. Губаревича
- 1958 — «Люди и дьяволы» К. Крапивы
- 1959 — «Смерть воеводы» Ю. Словацкого

## Награды и премии
- Сталинская премия II степени (1948) — за постановку спектакля «Константин Заслонов» А. Мовзона
- Сталинская премия III степени (1952) — за постановку спектакля «Поют жаворонки» К. Крапивы
- Народный артист Белорусской ССР (1949)
- Два ордена Трудового Красного Знамени (в том числе 25.02.1955)
- Орден «Знак Почёта» (20.06.1940) — за выдающиеся заслуги в деле развития белорусского театрального и музыкального искусства[3]
- Четыре ордена и медали

## Память
- Памятная доска К. Н. Санникову в Минске. Скульптор — А. Кострюков. Надпись: «В этом доме с 1953 по 1965 гг. жил известный Белорусский режиссер и педагог, народный артист БССР, лауреат Государственных премий, профессор Константин Николаевич Санников (1896—1965)»[4].